# Show! Music Core
Show! Music Core (coréen: 쇼! 음악중심, Syo! Eum-ak Joong-sim) est une émission de télévision sud-coréenne diffusée sur MBC et animée par Sullyoon (NMIXX), Younghoon (The Boyz) et Lee Jung Ha (Actor). Cette émission est diffusée tous les samedis à 15h00 (Heure Coréenne donc 8h00 en France).

## Présentateurs

### MC Fixe
| Date                                         | Présentateurs                                        |
| -------------------------------------------- | ---------------------------------------------------- |
| 29 octobre 2005 – 29 avril 2006              | Shin Dong-wook, Hong Soo-ah                          |
| 6 mai – 4 novembre 2006                      | Brian, Jang Mi-inae                                  |
| 11 novembre 2006 – 31 mars 2007              | Brian, Kim Hyun-joong                                |
| 7 avril 2007                                 | Brian, Bae Seul-ki                                   |
| 14 avril 2007                                | Brian, Hyuna, Sohee                                  |
| 21 avril 2007                                | Brian, Younha                                        |
| 28 avril 2007                                | Brian, Ivy                                           |
| 5 mai 2007                                   | Brian, Nam Gyu-ri                                    |
| 12 mai – 30 juin 2007                        | Brian, Sohee, Hyuna                                  |
| 7 juillet – 3 novembre 2007                  | Brian, Kangin                                        |
| 10 novembre 2007 – 26 avril 2008             | T.O.P, Sohee, Sunye                                  |
| 10 mai 2008 – 28 mars 2009                   | Seungri, Daesung, Sol Bi                             |
| 4 avril 2009 – 27 février 2010               | Tiffany, Yuri                                        |
| 6 mars 2010                                  | Sooyoung, Tiffany, Seohyun                           |
| 13 mars 2010 – 22 mai 2010                   | Tiffany, Yuri                                        |
| 29 mai 2010                                  | Sunye, Yubin, Yonghwa                                |
| 5 juin 2010                                  | Eunhyuk, Siwon, Krystal                              |
| 12 juin 2010                                 | Seungyeon, Hara, Kim Hyun-joong                      |
| 19 juin 2010                                 | Yuri, Yonghwa, Seohyun                               |
| 26 juin – 31 juillet 2010                    | Tiffany, Yuri                                        |
| 7 août 2010                                  | Krystal, Onew                                        |
| 14 août 2010                                 | Nichkhun, Suzy, Krystal, Onew                        |
| 21 août 2010                                 | IU, Doojoon, Gikwang                                 |
| 28 août 2010                                 | Jinwoon, Hyomin, Jiyeon                              |
| 4 septembre 2010                             | Tiffany, Yuri, Oh Sang-jin                           |
| 11 septembre 2010                            | Hyuna, Hongki, Sunhwa                                |
| 18 septembre 2010                            | Eunhyuk, Lizzy, Krystal                              |
| 25 septembre – 23 octobre 2010               | Différents présentateurs invités                     |
| 30 octobre 2010 – 9 juillet 2011             | Onew, Min-ho, Suzy, Jiyeon                           |
| 16 juillet – 8 octobre 2011                  | Suzy, Ji-yeon                                        |
| 15 octobre 2011 – 28 janvier 2012            | Tiffany, Yuri                                        |
| 4 février 2012                               | Hongki, Jaejin, Jonghoon                             |
| 11 février 2012                              | Chunji, Niel, L.Joe                                  |
| 18 février 2012                              | Taeyeon, Seohyun                                     |
| 25 février – 31 mars 2012                    | Taeyeon, Tiffany, Seohyun                            |
| 7 avril 2012                                 | Yonghwa, Hyoyeon, Seohyun                            |
| 14 avril 2012 – 21 juillet 2012              | Taeyeon, Tiffany, Seohyun                            |
| 28 juillet 2012                              | Eunhyuk, Kyuhyun, Ji-yeon                            |
| 4 août 2012                                  | Doojoon, Bora, Dasom                                 |
| 11 août 2012                                 | Taeyeon, Tiffany, Seohyun                            |
| 18 août 2012 – 25 août 2012                  | Doojoon, Yoseob, Bora                                |
| 1er septembre 2012 – 15 septembre 2012       | Taeyeon, Tiffany, Seohyun                            |
| 22 septembre 2012                            | Kwanghee, Siwan, Sunhwa, Hana                        |
| 29 septembre 2012                            | Kwanghee, Hyoseong, Sunhwa                           |
| 6 octobre 2012 – 13 octobre 2012             | Taeyeon, Tiffany, Seohyun                            |
| 20 octobre 2012                              | Hyoseong, Sunhwa                                     |
| 27 octobre 2012 – 3 novembre 2012            | Taeyeon, Tiffany, Seohyun                            |
| 10 novembre 2012                             | Daehyun, Min, Suzy                                   |
| 17 novembre 2012                             | Taeyeon, Tiffany, Seohyun                            |
| 24 novembre 2012                             | Lee Joon, Sunhwa                                     |
| 1er décembre 2012                            | Lee Joon, Oh Yeon-seo                                |
| 8 décembre 2012 – 12 janvier 2013            | Taeyeon, Tiffany, Seohyun                            |
| 19 janvier 2013                              | Yonghwa, Jonghyun, Minhyuk, Jungshin                 |
| 26 janvier 2013 – 2 février 2013             | Taeyeon, Tiffany, Seohyun                            |
| 9 février 2013 – 23 février 2013             | Jinyoung, Sandeul, Baro                              |
| 2 mars 2013                                  | Taeyeon, Tiffany, Seohyun                            |
| 9 mars 2013                                  | Jo Kwon, Jinwoon, Jaekyung                           |
| 16 mars 2013                                 | Jo Kwon, Seulong, Minah                              |
| 23 mars 2013 – 13 avril 2013                 | Taeyeon, Tiffany, Seohyun                            |
| 6 avril 2013                                 | Woohyun, L, Sung-kyu                                 |
| 20 avril 2013 – 28 juin 2014                 | Noh Hong-chul, Kim So-hyun, Choi Minho               |
| 29 juin 2013                                 | Haha à la place de Choi Minho                        |
| 6 juillet, 3 et 10 août 2013, 8 février 2014 | Park Hyung-sik à la place de Choi Minho              |
| 24 août 2013                                 | Yoseob à la place de Choi Minho                      |
| 5 octobre 2013                               | Chanyeol à la place de Choi Minho                    |
| 19 octobre 2013                              | K.Will à la place de Choi Minho                      |
| 26 octobre 2013                              | Hyomin à la place de Choi Minho                      |
| 30 novembre 2013                             | Suzy à la place de Choi Minho                        |
| 4 janvier 2014                               | Sehun, Xiumin à la place de Choi Minho               |
| 18 janvier 2014                              | B1A4 à la place de Choi Minho                        |
| 5 avril 2014                                 | Henry à la place de Choi Minho                       |
| 31 mai 2014                                  | L, Sung-kyu à la place de Choi Minho & Noh Hong-chul |
| 7 juin 2014                                  | N à la place de Choi Minho                           |
| 19 juillet 2014                              | Zico                                                 |
| 30 août 2014                                 | Hara                                                 |
| 6 septembre 2014                             | Choi Minho, Kim So-hyun, Zico                        |
| 13 septembre 2014                            | Choi Minho, Kim So-hyun, Junho                       |
| 20 septembre 2014 – 14 mars 2015             | Choi Minho, Kim So-hyun, Zico                        |
| 21 mars 2015                                 | SinB, Kim So-hyun, Zico                              |
| 28 mars 2015 – 18 avril 2015                 | Choi Minho, Kim So-hyun, Zico                        |
| 25 avril 2015                                | Kangnam, Bomi, Kyunsung                              |
| 2 mai 2015 – 14 novembre 2015                | N, Choi Minho, Yeri                                  |
| 21 novembre 2015 – 24 septembre 2016         | Kim Sae-ron, Kim Min-jae                             |
| 1er octobre 2016 – 15 avril 2017             | Kim Sae-ron, Cha Eun-woo, Lee Soo-min                |
| 22 avril 2017 – 27 janvier 2018              | Cha Eun-woo, Xiyeon                                  |
| 3 février 2018                               | Bobby, B.I, Yeri                                     |
| 24 février 2018 – 22 septembre 2018          | Ong Seong-wu, Mina, Mark                             |
| 29 septembre 2018 – 12 janvier 2019          | Mina, Mark                                           |
| 19 janvier 2019 – 9 février 2019             | Mina                                                 |
| 16 février 2019 – 30 mai 2020                | Mina, Chani, Hyunjin                                 |
| 13 juin 2020 - 7 août 2021                   | Chani, Hyunjin, Minju                                |
| 14 août 2021 - 13 janvier 2023               | Jungwoo, Lee Know, Minju                             |
| 20 janvier 2023 - 8 avril 2023               | Jungwoo, Lee Know                                    |
| 15 avril 2023 - 4 novembre 2023              | Jungwoo, Lee Know, Sullyoon                          |
| 10 novembre 2023 - présent                   | Sullyoon, Younghoon, Lee Jung Ha                     |

### MC Spéciaux
| Date              | Présentateurs                                 |
| ----------------- | --------------------------------------------- |
| 2 septembre 2023  | Jungwoo, Sullyoon, Mark                       |
| 9 septembre 2023  | Sullyoon et Eunseok (RIIZE)                   |
| 16 septembre 2023 | Sullyoon, Ju Haknyeon et Sunwoo               |
| 23 septembre 2023 | Sullyoon, Key et Seunghee                     |
| 21 octobre 2023   | Sullyoon, Kyujin et Bae                       |
| 28 octobre 2023   | Sullyoon, Eunseok (RIIZE) et Seunghan (RIIZE) |

## Liste des vainqueurs

### 2013
| Episode | Date         | Artiste                                       | Chanson                                       | Points                                        |
| ------- | ------------ | --------------------------------------------- | --------------------------------------------- | --------------------------------------------- |
| 356     | 20 avril     | Infinite                                      | "Man in Love"                                 | 7,587                                         |
| 357     | 27 avril     | PSY                                           | "Gentleman"                                   | 6,847                                         |
| 358     | 4 mai        | Cho Yong-pil (en)                             | "Bounce"                                      | 7,698                                         |
| 359     | 11 mai       | Roy Kim                                       | "Spring Spring Spring"                        | 8,333                                         |
| 360     | 18 mai       | B1A4                                          | "What's Going On?"                            | 8,479                                         |
| 361     | 25 mai       | Shinhwa                                       | "This Love"                                   | 7,634                                         |
| 362     | 1er juin     | Shinhwa                                       | "This Love"                                   | 8,540                                         |
| 363     | 8 juin       | Beast                                         | "Will You Be Okay?"                           | 7,348                                         |
| 364     | 15 juin      | EXO                                           | "Wolf"                                        | 6,392                                         |
| 365     | 22 juin      | Sistar                                        | "Give It To Me"                               | 7,717                                         |
| 366     | 29 juin      | Sistar                                        | "Give It To Me"                               | 8,473                                         |
| 367     | 6 juillet    | Roy Kim                                       | "Spring Spring Spring"                        | 8,270                                         |
| 368     | 13 juillet   | Dynamic Duo                                   | "BAAAM"                                       | 7,885                                         |
| 369     | 20 juillet   | 2NE1                                          | "Falling in Love (en)"                        | 7,691                                         |
| 370     | 27 juillet   | Infinite                                      | "Destiny"                                     | 9,770                                         |
| 371     | 3 août       | Beast                                         | "Shadow"                                      | 8,368                                         |
| 372     | 10 août      | Music Core Spécial Été                        | Music Core Spécial Été                        | Music Core Spécial Été                        |
| 373     | 17 août      | Music Core 2013 Korea Music Festival à Sokcho | Music Core 2013 Korea Music Festival à Sokcho | Music Core 2013 Korea Music Festival à Sokcho |
| 374     | 24 août      | EXO                                           | "Growl"                                       | 8,666                                         |
| 375     | 31 août      | EXO                                           | "Growl"                                       | 8,074                                         |
| 376     | 7 septembre  | EXO                                           | "Growl"                                       | 6,925                                         |
| 377     | 14 septembre | Music Core Pre-record Show                    | Music Core Pre-record Show                    | Music Core Pre-record Show                    |
| 378     | 21 septembre | Music Core K-POP Festival                     | Music Core K-POP Festival                     | Music Core K-POP Festival                     |
| 379     | 28 septembre | Soyou et Mad Clown                            | "Stupid In Love"                              | 6,364                                         |
| 380     | 5 octobre    | Busker Busker (en)                            | "Love, at first"                              | 8,219                                         |
| 381     | 12 octobre   | Busker Busker (en)                            | "Love, at first"                              | 7,493                                         |
| 382     | 19 octobre   | IU                                            | "The Red Shoes"                               | 9,846                                         |
| 383     | 26 octobre   | SHINee                                        | "Everybody (en)"                              | 9,641                                         |
| —       | 2 novembre   | K.Will (en)                                   | "You Don't Know Love"                         | 7,647                                         |
| 384     | 9 novembre   | Trouble Maker                                 | "Now"                                         | 8,450                                         |
| 385     | 16 novembre  | Music Core Pre-record Show                    | Music Core Pre-record Show                    | Music Core Pre-record Show                    |
| 386     | 23 novembre  | Davichi                                       | "The Letter"                                  | 6,614                                         |
| 387     | 30 novembre  | 2NE1                                          | "Missing You (en)"                            | 8,454                                         |
| 388     | 7 décembre   | Hyolyn                                        | "One Way Love"                                | 7,295                                         |
| 389     | 14 décembre  | EXO                                           | "Miracles in December"                        | 7,458                                         |
| 390     | 21 décembre  | EXO                                           | "Miracles in December"                        | 9,032                                         |
| 391     | 28 décembre  | Music Core Spécial Fin d'Année                | Music Core Spécial Fin d'Année                | Music Core Spécial Fin d'Année                |

### 2014
| Episode | Date         | Artiste                    | Chanson                    | Points                     |
| ------- | ------------ | -------------------------- | -------------------------- | -------------------------- |
| 392     | 4 janvier    | IU                         | "Friday"                   | 7,802                      |
| 393     | 11 janvier   | Girl's Day                 | "Something"                | 6,748                      |
| 394     | 18 janvier   | TVXQ                       | "Something (en)"           | 7,753                      |
| 395     | 25 janvier   | B1A4                       | "Lonely"                   | 7,311                      |
| —       | 1er février  | Music Core Pre-record Show | Music Core Pre-record Show | Music Core Pre-record Show |
| 396     | 8 février    | B1A4                       | "Lonely"                   | 7,162                      |
| 397     | 15 février   | B.A.P                      | "1004 (Angel)"             | 8,575                      |
| 398     | 22 février   | Soyou & Junggigo (en)      | "Some (en)"                | 7,158                      |
| 399     | 1er mars     | Soyou & Junggigo (en)      | "Some (en)"                | 7,259                      |
| 400     | 8 mars       | TVXQ                       | "Spellbound"               | 9,050                      |
| 401     | 15 mars      | Girls' Generation          | "Mr.Mr. (en)"              | 8,303                      |
| 402     | 22 mars      | Girls' Generation          | "Mr.Mr. (en)"              | 7,537                      |
| 403     | 29 mars      | Pas d'émission / gagnant   | Pas d'émission / gagnant   | Pas d'émission / gagnant   |
| 404     | 5 avril      | Park Hyo-shin              | "Wild Flower"              | 7,576                      |
| 405     | 12 avril     | Apink                      | "Mr. Chu"                  | 9,447                      |
| 406     | 19 avril     | AKMU                       | "200%"                     | 7,446                      |
| 407     | 26 avril     | AKMU                       | "200%"                     | 7,965                      |
| 408     | 3 mai        | AKMU                       | "200%"                     | 8,490                      |
| 409     | 10 mai       | AKMU                       | "200%"                     | 8,754                      |
| 410     | 17 mai       | EXO-K                      | "Overdose"                 | 9,257                      |
| 411     | 24 mai       | EXO-K                      | "Overdose"                 | 7,633                      |
| 412     | 31 mai       | Fly to the Sky (en)        | "You You You"              | 6,784                      |
| 413     | 7 juin       | Gary et Choi Jung-in (en)  | "Your Scent"               | 6,201                      |
| 414     | 14 juin      | Taeyang                    | "Eyes, Nose, Lips (en)"    | 7,518                      |
| 415     | 21 juin      | BEAST                      | "No More"                  | 8,330                      |
| 416     | 28 juin      | BEAST                      | "Good Luck (en)"           | 10,000                     |
| 417     | 5 juillet    | BEAST                      | "Good Luck (en)"           | 7,777                      |
| 418     | 12 juillet   | BEAST                      | "Good Luck (en)"           | 7,274                      |
| 419     | 19 juillet   | f(x)                       | "Red Light"                | 9,074                      |
| 420     | 26 juillet   | Girl's Day                 | "Darling"                  | 7,334                      |
| 421     | 2 août       | Infinite                   | "Back"                     | 7,154                      |
| 422     | 9 août       | Sistar                     | "Touch My Body"            | 9,151                      |
| 423     | 16 août      | Sistar                     | "Touch My Body"            | 8,360                      |
| 424     | 23 août      | Block B                    | "H.E.R"                    | 8,239                      |
| 425     | 30 août      | Taemin                     | "Danger"                   | 7,368                      |
| 426     | 6 septembre  | Sistar                     | "I Swear"                  | 6,532                      |
| 427     | 13 septembre | Super Junior               | "Mamacita (en)"            | 6,993                      |
| 428     | 20 septembre | Super Junior               | "Mamacita (en)"            | 6,035                      |
| —       | 27 septembre | Pas d'émission / gagnant   | Pas d'émission / gagnant   | Pas d'émission / gagnant   |
| —       | 4 octobre    | Pas d'émission / gagnant   | Pas d'émission / gagnant   | Pas d'émission / gagnant   |
| 429     | 11 octobre   | Girls' Generation-TTS      | "Holler"                   | 8,220                      |
| 430     | 18 octobre   | Roy Kim                    | "Home"                     | 8,527                      |
| —       | 25 octobre   | Pas d'émission / gagnant   | Pas d'émission / gagnant   | Pas d'émission / gagnant   |
| 431     | 1er novembre | BEAST                      | "12:30"                    | 9,197                      |
| 432     | 8 novembre   | BEAST                      | "12:30"                    | 8,555                      |
| 433     | 15 novembre  | MC Mong (en)               | "Miss Me Or Diss Me"       | 7,353                      |
| 434     | 22 novembre  | Kyuhyun                    | "At Gwanghwamun"           | 7,455                      |
| 435     | 29 novembre  | Toy (en)                   | "Three of Us"              | 6,832                      |
| 436     | 6 décembre   | Apink                      | "Luv"                      | 9,237                      |
| 437     | 13 décembre  | Apink                      | "Luv"                      | 7,822                      |
| 438     | 20 décembre  | Apink                      | "Luv"                      | 7,185                      |
| —       | 27 décembre  | Pas d'émission / gagnant   | Pas d'émission / gagnant   | Pas d'émission / gagnant   |

### 2015
| Episode | Date         | Artiste                  | Chanson                       | Points                   |
| ------- | ------------ | ------------------------ | ----------------------------- | ------------------------ |
| 439     | 3 janvier    | Apink                    | "Luv"                         | 8,207                    |
| 440     | 10 janvier   | Apink                    | "Luv"                         | 7,745                    |
| 441     | 17 janvier   | Jonghyun                 | "Déjà-Boo"                    | 8,202                    |
| 442     | 24 janvier   | Jonghyun                 | "Déjà-Boo"                    | 7,082                    |
| 443     | 31 janvier   | Davichi                  | "Cry Again"                   | 5,716                    |
| 444     | 7 février    | Infinite H               | "Pretty"                      | 9,049                    |
| 445     | 14 février   | Zion.T et Crush          | "Just"                        | 6,112                    |
| —       | 21 février   | 4Minute                  | "Crazy"                       | 7,278                    |
| 446     | 28 février   | Niel (en)                | "Love killer"                 | 6,462                    |
| 447     | 7 mars       | VIXX                     | "Love Equation"               | 9,094                    |
| 448     | 14 mars      | Shinhwa                  | "Sniper"                      | 7,630                    |
| 449     | 21 mars      | Shinhwa                  | "Sniper"                      | 8,186                    |
| —       | 28 mars      | Pas d'émission / gagnant | Pas d'émission / gagnant      | Pas d'émission / gagnant |
| 450     | 4 avril      | Red Velvet               | "Ice Cream Cake (en)"         | 7,199                    |
| 451     | 11 avril     | EXO                      | "Call Me Baby"                | 8,833                    |
| 452     | 18 avril     | EXO                      | "Call Me Baby"                | 9,063                    |
| 453     | 25 avril     | EXO                      | "Call Me Baby"                | 7,538                    |
| 454     | 2 mai        | EXO                      | "Call Me Baby"                | 8,738                    |
| 455     | 9 mai        | Big Bang                 | "Loser (en)"                  | 8,954                    |
| 456     | 16 mai       | Big Bang                 | "Loser (en)"                  | 7,961                    |
| 457     | 23 mai       | Kim Sung-kyu             | "The Answer"                  | 8,135                    |
| —       | 30 mai       | Pas d'émission / gagnant | Pas d'émission / gagnant      | Pas d'émission / gagnant |
| 458     | 6 juin       | Shinee                   | "View"                        | 9,251                    |
| 459     | 13 juin      | EXO                      | "Love Me Right"               | 9,666                    |
| 460     | 20 juin      | EXO                      | "Love Me Right"               | 9,562                    |
| 461     | 27 juin      | EXO                      | "Love Me Right"               | 7,096                    |
| 462     | 4 juillet    | AOA                      | "Heart Attack"                | 7,376                    |
| 463     | 11 juillet   | Big Bang                 | "Sober (en)"                  | 6,563                    |
| 464     | 18 juillet   | Girls' Generation        | "Party"                       | 9,660                    |
| 465     | 25 juillet   | Infinite                 | "Bad"                         | 8,363                    |
| —       | 1er août     | Ulsan Summer Festival    | Ulsan Summer Festival         | Ulsan Summer Festival    |
| 466     | 8 août       | Beast                    | "YeY"                         | 8,473                    |
| 467     | 15 août      | Big Bang                 | "Let's Not Fall in Love (en)" | 7,524                    |
| 468     | 22 août      | Big Bang                 | "Let's Not Fall in Love (en)" | 9,472                    |
| 469     | 29 août      | Girls' Generation        | "Lion Heart"                  | 8,068                    |
| —       | 5 septembre  | Pas d'émission / gagnant | Pas d'émission / gagnant      | Pas d'émission / gagnant |
| —       | 12 septembre | Pas d'émission / gagnant | Pas d'émission / gagnant      | Pas d'émission / gagnant |
| 470     | 19 septembre | Girls' Generation        | "Lion Heart"                  | 9,699                    |
| 471     | 26 septembre | iKon                     | "My Type"                     | 8,277                    |
| 472     | 3 octobre    | Park Kyung               | "Ordinary Love"               | 6,693                    |
| —       | 10 octobre   | Pas d'émission / gagnant | Pas d'émission / gagnant      | Pas d'émission / gagnant |
| —       | 17 octobre   | Pas d'émission / gagnant | Pas d'émission / gagnant      | Pas d'émission / gagnant |
| 473     | 24 octobre   | Taeyeon                  | "I (en)"                      | 9,174                    |
| —       | 31 octobre   | Pas d'émission / gagnant | Pas d'émission / gagnant      | Pas d'émission / gagnant |
| —       | 7 novembre   | Pas d'émission / gagnant | Pas d'émission / gagnant      | Pas d'émission / gagnant |
| 474     | 14 novembre  | IU                       | "Twenty-Three"                | 7,503                    |

À partir du 14 novembre 2015, le système de rang n'est plus utilisé avant de revenir le 22 avril 2017.

### 2017
| Episode                                      | Date        | Artiste                         | Chanson                         | Points                          |
| -------------------------------------------- | ----------- | ------------------------------- | ------------------------------- | ------------------------------- |
| 548                                          | 22 avril    | Winner                          | "Really Really"                 | 7,378                           |
| 549                                          | 29 avril    | IU                              | "Palette (en)"                  | 7,248                           |
| 550                                          | 6 mai       | IU                              | "Palette (en)"                  | 7,720                           |
| 551                                          | 13 mai      | Sechs Kies (en)                 | "Be Well"                       | 8,13                            |
| 552                                          | 20 mai      | Sechs Kies (en)                 | "Be Well"                       | 7,412                           |
| 553                                          | 27 mai      | TWICE                           | "Signal (en)"                   | 8,448                           |
| 554                                          | 3 juin      | TWICE                           | "Signal (en)"                   | 8,053                           |
| 555                                          | 10 juin     | Highlight                       | "Calling You"                   | 7,636                           |
| 556                                          | 17 juin     | G-Dragon                        | "Untitled, 2014 (en)"           | 7,854                           |
| 557                                          | 24 juin     | G-Dragon                        | "Untitled, 2014 (en)"           | 7,359                           |
| 558                                          | 1er juillet | Mamamoo                         | "Yes I Am"                      | 7,458                           |
| 559                                          | 8 juillet   | Apink                           | "Five"                          | 7,118                           |
| 560                                          | 15 juillet  | Apink                           | "Five"                          | 5,742                           |
| 561                                          | 22 juillet  | Red Velvet                      | "Red Flavor (en)"               | 9,427                           |
| 562                                          | 29 juillet  | Épisode spécial, pas de gagnant | Épisode spécial, pas de gagnant | Épisode spécial, pas de gagnant |
| 563                                          | 5 août      | EXO                             | "Ko Ko Bop"                     | 9,316                           |
| 564                                          | 12 août     | EXO                             | "Ko Ko Bop"                     | 9,266                           |
| 565                                          | 19 août     | Wanna One                       | "Energetic (en)"                | 9,703                           |
| 566                                          | 26 août     | Wanna One                       | "Energetic (en)"                | 7,740                           |
| 567                                          | 2 septembre | Wanna One                       | "Energetic (en)"                | 6,390                           |
| Pas d'émission du 9 septembre au 18 novembre |             |                                 |                                 |                                 |
| 568                                          | 25 novembre | Wanna One                       | "Beautiful (en)"                | 8,908                           |
| 569                                          | 2 décembre  | Wanna One                       | "Beautiful (en)"                | 8,291                           |
| 570                                          | 9 décembre  | Wanna One                       | "Beautiful (en)"                | 5,964                           |
| 571                                          | 16 décembre | Wanna One                       | "Beautiful (en)"                | 5,922                           |
| 573                                          | 23 décembre | TWICE                           | "Heart Shaker (en)"             | 9,929                           |
| —                                            | 30 décembre | TWICE                           | "Heart Shaker (en)"             | 8,994                           |

### 2018
| Episode | Date          | Artiste                  | Chanson                                          | Points                   |
| ------- | ------------- | ------------------------ | ------------------------------------------------ | ------------------------ |
| 573     | 6 janvier     | EXO                      | "Universe"                                       | 9,031                    |
| 574     | 13 janvier    | TWICE                    | "Heart Shaker (en)"                              | 7,007                    |
| 575     | 20 janvier    | Infinite                 | "Tell Me"                                        | 6,494                    |
| 576     | 27 janvier    | Sunmi                    | "Heroine"                                        | 6,010                    |
| 577     | 3 février     | Jonghyun                 | "Shinin"                                         | 7,975                    |
| —       | 10 février    | Pas d'émission / gagnant | Pas d'émission / gagnant                         | Pas d'émission / gagnant |
| —       | 17 février    | Pas d'émission / gagnant | Pas d'émission / gagnant                         | Pas d'émission / gagnant |
| 578     | 24 février    | iKON                     | "Love Scenario (en)"                             | 8,620                    |
| 579     | 3 mars        | iKON                     | "Love Scenario (en)"                             | 8,551                    |
| 580     | 10 mars       | iKON                     | "Love Scenario (en)"                             | 7,929                    |
| 581     | 17 mars       | Wanna One                | "0+1=1 (I Promise You)"                          | 7,619                    |
| —       | 24 mars       | Pas d'émission / gagnant | Pas d'émission / gagnant                         | Pas d'émission / gagnant |
| 582     | 31 mars       | Wanna One                | "Boomerang (en)"                                 | 9,289                    |
| 583     | 7 avril       | Wanna One                | "Boomerang (en)"                                 | 6,425                    |
| 584     | 14 avril      | Winner                   | "Everyday"                                       | 9,112                    |
| 585     | 21 avril      | TWICE                    | "What Is Love? (en)"                             | 8,029                    |
| 586     | 28 avril      | TWICE                    | "What Is Love? (en)"                             | 8,934                    |
| —       | 5 mai         | Pas d'émission / gagnant | Pas d'émission / gagnant                         | Pas d'émission / gagnant |
| 587     | 12 mai        | GFriend                  | "Time for the Moon Night (en)"                   | 8,842                    |
| 588     | 19 mai        | GFriend                  | "Time for the Moon Night (en)"                   | 7,872                    |
| 589     | 26 mai        | BTS                      | "Fake Love (en)"                                 | 8,919                    |
| 590     | 2 juin        | BTS                      | "Fake Love (en)"                                 | 10,000                   |
| 591     | 9 juin        | BTS                      | "Fake Love (en)"                                 | 8,056                    |
| 592     | 16 juin       | Wanna One                | "Light (en)"                                     | 8,025                    |
| 593     | 23 juin       | Blackpink                | "Ddu-Du Ddu-Du"                                  | 6,071                    |
| 594     | 30 juin       | Blackpink                | "Ddu-Du Ddu-Du"                                  | 8,174                    |
| 595     | 7 juillet     | Blackpink                | "Ddu-Du Ddu-Du"                                  | 7,273                    |
| 596     | 14 juillet    | Blackpink                | "Ddu-Du Ddu-Du"                                  | 7,367                    |
| 597     | 21 juillet    | TWICE                    | "Dance the Night Away (en)"                      | 9,792                    |
| 598     | 28 juillet    | Pas de gagnant           | Pas de gagnant                                   | Pas de gagnant           |
| 599     | 4 août        | TWICE                    | "Dance the Night Away (en)"                      | 7,440                    |
| 600     | 11 août       | TWICE                    | "Dance the Night Away (en)"                      | 6,575                    |
| 601     | 18 août       | Red Velvet               | "Power Up (en)"                                  | 9,387                    |
| —       | 25 août       | Pas d'émission           | Pas d'émission                                   | Pas d'émission           |
| —       | 1er septembre | Pas d'émission           | Pas d'émission                                   | Pas d'émission           |
| 602     | 8 septembre   | Pas de gagnant           | Pas de gagnant                                   | Pas de gagnant           |
| —       | 15 septembre  | Pas d'émission           | Pas d'émission                                   | Pas d'émission           |
| 603     | 22 septembre  | Sunmi                    | "Siren"                                          | 6,513                    |
| 604     | 29 septembre  | GOT7                     | "Lullaby"                                        | 6,123                    |
| 605     | 6 octobre     | Im Chang-jung (en)       | "There Has Never Been a Day I Haven't Loved You" | 5,840                    |
| 606     | 13 octobre    | iKON                     | "Goodbye Road"                                   | 8,577                    |
| 607     | 20 octobre    | IU                       | "Bbibbi (en)"                                    | 8,067                    |
| 608     | 27 octobre    | IU                       | "Bbibbi (en)"                                    | 8,264                    |
| 609     | 3 novembre    | IU                       | "Bbibbi (en)"                                    | 7,729                    |
| —       | 10 novembre   | Pas d'émission           | Pas d'émission                                   | Pas d'émission           |
| 610     | 17 novembre   | Pas de gagnant           | Pas de gagnant                                   | Pas de gagnant           |
| —       | 24 novembre   | Pas d'émission           | Pas d'émission                                   | Pas d'émission           |
| 611     | 1er décembre  | Wanna One                | "Spring Breeze"                                  | 8,123                    |
| 612     | 8 décembre    | Mino                     | "Fiancé"                                         | 6,961                    |
| 613     | 15 décembre   | Mino                     | "Fiancé"                                         | 7,302                    |
| 614     | 22 décembre   | EXO                      | "Love Shot"                                      | 6,762                    |
| 615     | 29 décembre   | Pas de gagnant           | Pas de gagnant                                   | Pas de gagnant           |

### 2019
| Episode | Date         | Artiste        | Chanson                                                | Points         |
| ------- | ------------ | -------------- | ------------------------------------------------------ | -------------- |
| 616     | 5 janvier    | Winner         | "Millions (en)"                                        | 6,961          |
| 617     | 12 janvier   | Chungha        | "Gotta Go (en)"                                        | 7,020          |
| 618     | 19 janvier   | Chungha        | "Gotta Go (en)"                                        | 6,795          |
| 619     | 26 janvier   | GFriend        | "Sunrise (en)"                                         | 6,698          |
| 620     | 2 février    | SEVENTEEN      | "Home"                                                 | 6,874          |
| —       | 9 février    | Pas d'émission | Pas d'émission                                         | Pas d'émission |
| 621     | 16 février   | Chungha        | "Gotta Go (en)"                                        | 5,668          |
| 622     | 23 février   | Itzy           | "Dalla Dalla (en)"                                     | 7,164          |
| 623     | 2 mars       | Hwasa          | "Twit (en)"                                            | 6,922          |
| 624     | 9 mars       | Itzy           | "Dalla Dalla (en)"                                     | 6,267          |
| 625     | 16 mars      | Hwasa          | "Twit (en)"                                            | 5,804          |
| —       | 23 mars      | Pas d'émission | Pas d'émission                                         | Pas d'émission |
| 626     | 30 mars      | Mamamoo        | "Gogobebe"                                             | 7,444          |
| 627     | 6 avril      | Taeyeon        | "Four Seasons (en)"                                    | 7,372          |
| 628     | 13 avril     | Chen           | "Beautiful Goodbye (en)"                               | 6,732          |
| 629     | 20 avril     | BTS            | "Boy with Luv (en)"                                    | 6,743          |
| 630     | 27 avril     | BTS            | "Boy with Luv (en)"                                    | 10,000         |
| —       | 4 mai        | Pas d'émission | Pas d'émission                                         | Pas d'émission |
| 631     | 11 mai       | BTS            | "Boy with Luv (en)"                                    | 7,967          |
| 632     | 18 mai       | BTS            | "Boy with Luv (en)"                                    | 8,278          |
| 633     | 25 mai       | BTS            | "Boy with Luv (en)"                                    | 8,830          |
| 634     | 1er juin     | BTS            | "Boy with Luv (en)"                                    | 8,247          |
| 635     | 8 juin       | BTS            | "Boy with Luv (en)"                                    | 7,218          |
| 636     | 15 juin      | BTS            | "Boy with Luv (en)"                                    | 6,902          |
| 637     | 22 juin      | BTS            | "Boy with Luv (en)"                                    | 6,080          |
| 638     | 29 juin      | Red Velvet     | "Zimzalabim (en)"                                      | 6,245          |
| 639     | 6 juillet    | Chungha        | "Snapping (en)"                                        | 7,864          |
| 640     | 13 juillet   | GFriend        | "Fever (en)"                                           | 6,463          |
| 641     | 20 juillet   | Baekhyun       | "UN Village (en)"                                      | 6,773          |
| 642     | 27 juillet   | Pas de gagnant | Pas de gagnant                                         | Pas de gagnant |
| 643     | 3 août       | Pas de gagnant | Pas de gagnant                                         | Pas de gagnant |
| 644     | 10 août      | Itzy           | "Icy (en)"                                             | 7,412          |
| 645     | 17 août      | Itzy           | "Icy (en)"                                             | 6,309          |
| 646     | 24 août      | Itzy           | "Icy (en)"                                             | 7,175          |
| 647     | 31 août      | Red Velvet     | "Umpah Umpah (en)"                                     | 8,033          |
| —       | 7 septembre  | Pas d'émission | Pas d'émission                                         | Pas d'émission |
| 648     | 14 septembre | Pas de gagnant | Pas de gagnant                                         | Pas de gagnant |
| 649     | 21 septembre | Bolbbalgan4    | "Workaholic"                                           | 7,175          |
| 650     | 28 septembre | Bolbbalgan4    | "Workaholic"                                           | 6,656          |
| —       | 5 octobre    | Pas d'émission | Pas d'émission                                         | Pas d'émission |
| 651     | 12 octobre   | Pas de gagnant | Pas de gagnant                                         | Pas de gagnant |
| 652     | 19 octobre   | Pas de gagnant | Pas de gagnant                                         | Pas de gagnant |
| 653     | 26 octobre   | AKMU           | "How Can I Love the Heartbreak, You're the One I Love" | 8,390          |
| 654     | 2 novembre   | NU'EST         | "Love Me"                                              | 7,670          |
| 655     | 9 novembre   | Taeyeon        | "Spark (en)"                                           | 9,740          |
| 656     | 16 novembre  | IU             | "Love Poem (en)"                                       | 8,830          |
| 657     | 23 novembre  | IU             | "Love Poem (en)"                                       | 7,194          |
| —       | 30 novembre  | Pas d'émission | Pas d'émission                                         | Pas d'émission |
| 658     | 7 décembre   | EXO            | "Obsession"                                            | 8,194          |
| 659     | 14 décembre  | EXO            | "Obsession"                                            | 7,549          |
| 660     | 21 décembre  | IU             | "Blueming (en)"                                        | 7,312          |
| 661     | 28 décembre  | Pas de gagnant | Pas de gagnant                                         | Pas de gagnant |

### 2020
| Episode | Date         | Artiste        | Chanson                         | Points         |
| ------- | ------------ | -------------- | ------------------------------- | -------------- |
| 662     | 4 janvier    | Red Velvet     | "Psycho (en)"                   | 10,895         |
| 663     | 11 janvier   | Red Velvet     | "Psycho (en)"                   | 9,398          |
| 664     | 18 janvier   | Red Velvet     | "Psycho (en)"                   | 8,047          |
| —       | 25 janvier   | Pas d'émission | Pas d'émission                  | Pas d'émission |
| 665     | 1er février  | Zico           | "Any Song (en)"                 | 8,267          |
| 666     | 8 février    | Zico           | "Any Song (en)"                 | 7,630          |
| 667     | 15 février   | Zico           | "Any Song (en)"                 | 6,900          |
| 668     | 22 février   | Zico           | "Any Song (en)"                 | 7,001          |
| 669     | 29 février   | BTS            | "On (en)"                       | 8,288          |
| 670     | 7 mars       | BTS            | "On (en)"                       | 10,518         |
| 671     | 14 mars      | BTS            | "On (en)"                       | 8,038          |
| 672     | 21 mars      | BTS            | "On (en)"                       | 8,516          |
| 673     | 28 mars      | BTS            | "On (en)"                       | 8,909          |
| 674     | 4 avril      | Kang Daniel    | "2U (en)"                       | 9,142          |
| 675     | 11 avril     | Suho           | "Let's Love (en)"               | 9,861          |
| 676     | 18 avril     | (G)I-dle       | "Oh My God (en)"                | 8,788          |
| 677     | 25 avril     | Apink          | "Dumhdurum"                     | 10,780         |
| 678     | 2 mai        | Apink          | "Dumhdurum"                     | 10,147         |
| 679     | 9 mai        | Oh My Girl     | "Nonstop"                       | 9,433          |
| —       | 16 mai       | Pas d'émission | Pas d'émission                  | Pas d'émission |
| 680     | 23 mai       | NU'EST         | "I'm in Trouble"                | 9,166          |
| 681     | 30 mai       | NCT 127        | "Punch"                         | 9,374          |
| —       | 6 juin       | Pas d'émission | Pas d'émission                  | Pas d'émission |
| 682     | 13 juin      | TWICE          | "More & More (en)"              | 10,871         |
| 683     | 20 juin      | TWICE          | "More & More (en)"              | 9,448          |
| 684     | 27 juin      | Iz*One         | "Secret Story of the Swan (en)" | 9,492          |
| 685     | 4 juillet    | SEVENTEEN      | "Left & Right"                  | 8,540          |
| 686     | 11 juillet   | Blackpink      | "How You Like That (en)"        | 10,464         |
| 687     | 18 juillet   | Blackpink      | "How You Like That (en)"        | 10,048         |
| 688     | 25 juillet   | Blackpink      | "How You Like That (en)"        | 8,023          |
| 689     | 1er août     | SSAK3 (en)     | "Beach Again"                   | 8,399          |
| —       | 8 août       | Pas d'émission | Pas d'émission                  | Pas d'émission |
| 690     | 15 août      | Kang Daniel    | "Who U Are"                     | 7,384          |
| 691     | 22 août      | SSAK3 (en)     | "Beach Again"                   | 7,530          |
| 692     | 29 août      | BTS            | "Dynamite"                      | 8,882          |
| 693     | 5 septembre  | BTS            | "Dynamite"                      | 9,657          |
| 694     | 12 septembre | BTS            | "Dynamite"                      | 9,755          |
| 695     | 19 septembre | BTS            | "Dynamite"                      | 8,629          |
| 696     | 26 septembre | BTS            | "Dynamite"                      | 10,602         |
| —       | 3 octobre    | Pas d'émission | Pas d'émission                  | Pas d'émission |
| 697     | 10 octobre   | BTS            | "Dynamite"                      | 10,319         |
| 698     | 17 octobre   | BTS            | "Dynamite"                      | 10,127         |
| 699     | 24 octobre   | Pas de gagnant | Pas de gagnant                  | Pas de gagnant |
| 700     | 31 octobre   | BTS            | "Dynamite"                      | 9,864          |
| 701     | 7 novembre   | BTS            | "Dynamite"                      | 9,740          |
| 702     | 14 novembre  | BTS            | "Dynamite"                      | 10,130         |
| 703     | 21 novembre  | Pas de gagnant | Pas de gagnant                  | Pas de gagnant |
| 704     | 28 novembre  | BTS            | "Life Goes On (en)"             | 10,656         |
| 705     | 5 décembre   | BTS            | "Life Goes On (en)"             | 11,881         |
| 706     | 12 décembre  | BTS            | "Life Goes On (en)"             | 10,981         |
| —       | 19 décembre  | Pas d'émission | Pas d'émission                  | Pas d'émission |
| 707     | 26 décembre  | Pas de gagnant | Pas de gagnant                  | Pas de gagnant |

### 2021
| Episode | Date         | Artiste                           | Chanson                           | Points                            |
| ------- | ------------ | --------------------------------- | --------------------------------- | --------------------------------- |
| 708     | 2 janvier    | BTS                               | "Dynamite"                        | 8,141                             |
| 709     | 9 janvier    | BTS                               | "Dynamite"                        | 8,389                             |
| 710     | 16 janvier   | BTS                               | "Dynamite"                        | 7,819                             |
| 711     | 23 janvier   | (G)I-dle                          | "Hwaa (en)"                       | 9,831                             |
| 712     | 30 janvier   | (G)I-dle                          | "Hwaa (en)"                       | 7,454                             |
| 713     | 6 février    | IU                                | "Celebrity (en)"                  | 10,204                            |
| —       | 13 février   | Pas d'émission                    | Pas d'émission                    | Pas d'émission                    |
| 714     | 20 février   | IU                                | "Celebrity (en)"                  | 8,847                             |
| 715     | 27 février   | Kang Daniel                       | "Paranoia"                        | 10,323                            |
| 716     | 5 mars       | SHINee                            | "Don't Call Me"                   | 9,546                             |
| 717     | 12 mars      | IU                                | "Celebrity (en)"                  | 6,935                             |
| 718     | 19 mars      | Lim Young-woong (en)              | "My Starry Love (en)"             | 9,292                             |
| 719     | 26 mars      | Rosé                              | "On the Ground (en)"              | 8,394                             |
| —       | 3 avril      | Pas d'émission                    | Pas d'émission                    | Pas d'émission                    |
| —       | 10 avril     | Pas d'émission                    | Pas d'émission                    | Pas d'émission                    |
| 720     | 17 avril     | IU                                | "Lilac"                           | 6,883                             |
| 721     | 24 avril     | Kang Daniel                       | "Antidote"                        | 10,702                            |
| 722     | 1er mai      | NU'EST                            | "Inside Out"                      | 8,800                             |
| 723     | 8 mai        | IU                                | "Lilac"                           | 6,949                             |
| 724     | 15 mai       | Highlight                         | "Not The End"                     | 7,504                             |
| 725     | 22 mai       | NCT Dream                         | "Hot Sauce (en)"                  | 10,000                            |
| 726     | 29 mai       | BTS                               | "Butter (en)"                     | 8,344                             |
| 727     | 5 juin       | BTS                               | "Butter (en)"                     | 8,300                             |
| 728     | 12 juin      | BTS                               | "Butter (en)"                     | 8,200                             |
| 729     | 19 juin      | BTS                               | "Butter (en)"                     | 7,792                             |
| 730     | 26 juin      | BTS                               | "Butter (en)"                     | 7,907                             |
| 731     | 3 juillet    | Brave Girls                       | "Chi Mat Ba Ram (en)"             | 7,268                             |
| 732     | 10 juillet   | NCT Dream                         | Hello Future                      | 6,720                             |
| 733     | 17 juillet   | BTS                               | "Permission to Dance (en)         | 7,310                             |
| —       | 24 juillet   | Pas d'émission                    | Pas d'émission                    | Pas d'émission                    |
| —       | 31 juillet   | Pas d'émission                    | Pas d'émission                    | Pas d'émission                    |
| —       | 7 août       | Pas d'émission                    | Pas d'émission                    | Pas d'émission                    |
| 734     | 14 août      | ASTRO                             | "After Midnight"                  | 8,015                             |
| 735     | 21 août      | THE BOYZ                          | "Thrill Ride"                     | 7,401                             |
| 736     | 28 août      | Red Velvet                        | "Queendom (en)"                   | 8,967                             |
| 737     | 4 septembre  | Red Velvet                        | "Queendom (en)"                   | 6,454                             |
| 738     | 11 septembre | Red Velvet                        | "Queendom (en)"                   | 7,321                             |
| —       | 18 septembre | Pas d'émission                    | Pas d'émission                    | Pas d'émission                    |
| 739     | 25 septembre | NCT 127                           | "Sticker (en)"                    | 8,602                             |
| 740     | 2 octobre    | NCT 127                           | "Sticker (en)"                    | 8,532                             |
| 741     | 9 octobre    | Key                               | "Bad Love (en)"                   | 6,419                             |
| 742     | 16 octobre   | Aespa                             | "Savage (en)"                     | 9,099                             |
| 743     | 23 octobre   | Aespa                             | "Savage (en)"                     | 7,271                             |
| 744     | 30 octobre   | IU                                | "Strawberry Moon (en)"            | 6,797                             |
| 745     | 6 novembre   | NCT 127                           | "Favourite (Vampire)"             | 8,456                             |
| 746     | 13 novembre  | The Boyz                          | "Maverick"                        | 7,435                             |
| 747     | 20 novembre  | IU                                | "Strawberry Moon (en)"            | 6,039                             |
| 748     | 27 novembre  | IU                                | "Strawberry Moon (en)"            | 5,823                             |
| 749     | 4 décembre   | IU                                | "Strawberry Moon (en)"            | 5,530                             |
| 750     | 11 décembre  | IU                                | "Strawberry Moon (en)"            | 5,570                             |
| 751     | 18 décembre  | IVE                               | "ELEVEN (en)"                     | 7,486                             |
| 752     | 25 décembre  | Émission spéciale, pas de gagnant | Émission spéciale, pas de gagnant | Émission spéciale, pas de gagnant |

### 2022
| Episode | Date         | Artiste                           | Chanson                           | Points                            |
| ------- | ------------ | --------------------------------- | --------------------------------- | --------------------------------- |
| —       | 1er janvier  | Pas d'émission                    | Pas d'émission                    | Pas d'émission                    |
| 753     | 8 janvier    | IVE                               | "ELEVEN (en)"                     | 6 408                             |
| 754     | 15 janvier   | IVE                               | "ELEVEN (en)"                     | 6 532                             |
| 755     | 22 janvier   | IVE                               | "ELEVEN (en)"                     | 6 600                             |
| —       | 29 janvier   | Pas d'émission                    | Pas d'émission                    | Pas d'émission                    |
| —       | 5 février    | Pas d'émission                    | Pas d'émission                    | Pas d'émission                    |
| —       | 12 février   | Pas d'émission                    | Pas d'émission                    | Pas d'émission                    |
| —       | 19 février   | Pas d'émission                    | Pas d'émission                    | Pas d'émission                    |
| 756     | 26 février   | Taeyeon                           | "INVU (en)"                       | 7 277                             |
| 757     | 5 mars       | Taeyeon                           | "INVU (en)"                       | 6 379                             |
| 758     | 12 mars      | Taeyeon                           | "INVU (en)"                       | 7 180                             |
| 759     | 19 mars      | Taeyeon                           | "INVU (en)"                       | 7 287                             |
| 760     | 26 mars      | (G)I-dle                          | "Tomboy (en)"                     | 7 588                             |
| —       | 2 avril      | Pas d'émission                    | Pas d'émission                    | Pas d'émission                    |
| 761     | 9 avril      | NCT Dream                         | "Glitch Mode (en)"                | 9 300                             |
| —       | 16 avril     | Pas d'émission                    | Pas d'émission                    | Pas d'émission                    |
| 762     | 23 avril     | Big Bang                          | "Still Life (en)"                 | 7 165                             |
| 763     | 30 avril     | Big Bang                          | "Still Life (en)"                 | 7 883                             |
| 764     | 7 mai        | Big Bang                          | "Still Life (en)"                 | 6 551                             |
| 765     | 14 mai       | Lim Young-woong (en)              | "If We Ever Meet Again"           | 7 885                             |
| 766     | 21 mai       | PSY                               | "That That (en)"                  | 6 586                             |
| —       | 28 mai       | Pas d'émission                    | Pas d'émission                    | Pas d'émission                    |
| 767     | 4 juin       | Kang Daniel                       | "Upside Down"                     | 7 820                             |
| 768     | 11 juin      | NCT Dream                         | "Beatbox (en)"                    | 9 800                             |
| —       | 18 juin      | Pas d'émission                    | Pas d'émission                    | Pas d'émission                    |
| 769     | 25 juin      | BTS                               | "Yet to Come (en)"                | 7 415                             |
| 770     | 2 juillet    | Lim Young-woong (en)              | "If We Ever Meet Again"           | 6 678                             |
| 771     | 9 juillet    | Fromis 9                          | "Stay This Way (en)"              | 8 242                             |
| 772     | 16 juillet   | Nayeon                            | "Pop! (en)"                       | 7 022                             |
| 773     | 23 juillet   | WSG Wannabe (GayaG) (en)          | "At That Moment"                  | 6 153                             |
| —       | 30 juillet   | Pas d'émission                    | Pas d'émission                    | Pas d'émission                    |
| 774     | 6 août       | WSG Wannabe (GayaG) (en)          | "At That Moment"                  | 6 378                             |
| 775     | 13 août      | Émission spéciale, pas de gagnant | Émission spéciale, pas de gagnant | Émission spéciale, pas de gagnant |
| 776     | 20 août      | NewJeans                          | "Attention (en)"                  | 7 495                             |
| 777     | 27 août      | THE BOYZ                          | "Whisper"                         | 6 197                             |
| 778     | 3 septembre  | IVE                               | "After Like (en)"                 | 9 191                             |
| —       | 10 septembre | Pas d'émission                    | Pas d'émission                    | Pas d'émission                    |
| 779     | 17 septembre | IVE                               | "After Like (en)"                 | 7 807                             |
| 780     | 24 septembre | IVE                               | "After Like (en)"                 | 6 935                             |
| 781     | 1er octobre  | NCT 127                           | "2 Baddies (en)"                  | 6 638                             |
| 782     | 8 octobre    | BLACKPINK                         | "Shut Down"                       | 7 472                             |
| —       | 15 octobre   | Pas d'émission                    | Pas d'émission                    | Pas d'émission                    |
| 783     | 22 octobre   | IVE                               | "After Like (en)"                 | 6 672                             |
| 784     | 29 octobre   | (G)I-dle                          | "Nxde (en)"                       | 9 081                             |
| —       | 5 novembre   | Pas d'émission                    | Pas d'émission                    | Pas d'émission                    |
| 785     | 12 novembre  | (G)I-dle                          | "Nxde (en)"                       | 7 684                             |
| 786     | 19 novembre  | (G)I-dle                          | "Nxde (en)"                       | 6 191                             |
| 787     | 26 novembre  | Lim Young-woong (en)              | "London Boy"                      | 7 060                             |
| 788     | 3 décembre   | Le Sserafim                       | "Antifragile (en)"                | 6 384                             |
| 789     | 10 décembre  | Le Sserafim                       | "Antifragile (en)"                | 6 017                             |
| 790     | 17 décembre  | Le Sserafim                       | "Antifragile (en)"                | 6 396                             |
| 791     | 24 décembre  | Épisode spécial, pas de gagnant   | Épisode spécial, pas de gagnant   | Épisode spécial, pas de gagnant   |
| —       | 31 décembre  | Pas d'émission                    | Pas d'émission                    | Pas d'émission                    |

### 2023
| 792 | 7 janvier    | NewJeans                                                                            | "Ditto (en)"                                                                        | 5 843                                                                               |                                                                                     |                                                                                     |                                                                                     |                                                                                     |                                                                                     |                                                                                     |                                                                                     |                                                                                     |                                                                                     |                                                                                     |                                                                                     |                                                                                     |                                                                                     |                                                                                     |                                                                                     |                                                                                     |                                                                                     |                                                                                     |                                                                                     |                                                                                     |                                                                                     |                                                                                     |                                                                                     |                                                                                     |                                                                                     |                                                                                     |                                                                                     |                                                                                     |                                                                                     |                                                                                     |                                                                                     |
| 793 | 14 janvier   | NewJeans                                                                            | "Ditto (en)"                                                                        | 7 002                                                                               |                                                                                     |                                                                                     |                                                                                     |                                                                                     |                                                                                     |                                                                                     |                                                                                     |                                                                                     |                                                                                     |                                                                                     |                                                                                     |                                                                                     |                                                                                     |                                                                                     |                                                                                     |                                                                                     |                                                                                     |                                                                                     |                                                                                     |                                                                                     |                                                                                     |                                                                                     |                                                                                     |                                                                                     |                                                                                     |                                                                                     |                                                                                     |                                                                                     |                                                                                     |                                                                                     |                                                                                     |
| —   | 21 janvier   | Pas d'émission                                                                      | Pas d'émission                                                                      | Pas d'émission                                                                      |                                                                                     |                                                                                     |                                                                                     |                                                                                     |                                                                                     |                                                                                     |                                                                                     |                                                                                     |                                                                                     |                                                                                     |                                                                                     |                                                                                     |                                                                                     |                                                                                     |                                                                                     |                                                                                     |                                                                                     |                                                                                     |                                                                                     |                                                                                     |                                                                                     |                                                                                     |                                                                                     |                                                                                     |                                                                                     |                                                                                     |                                                                                     |                                                                                     |                                                                                     |                                                                                     |                                                                                     |
| 794 | 28 janvier   | NewJeans                                                                            | "Ditto (en)"                                                                        | 6 758                                                                               |                                                                                     |                                                                                     |                                                                                     |                                                                                     |                                                                                     |                                                                                     |                                                                                     |                                                                                     |                                                                                     |                                                                                     |                                                                                     |                                                                                     |                                                                                     |                                                                                     |                                                                                     |                                                                                     |                                                                                     |                                                                                     |                                                                                     |                                                                                     |                                                                                     |                                                                                     |                                                                                     |                                                                                     |                                                                                     |                                                                                     |                                                                                     |                                                                                     |                                                                                     |                                                                                     |                                                                                     |
| 795 | 4 février    | NewJeans                                                                            | "Ditto (en)"                                                                        | 5 690                                                                               |                                                                                     |                                                                                     |                                                                                     |                                                                                     |                                                                                     |                                                                                     |                                                                                     |                                                                                     |                                                                                     |                                                                                     |                                                                                     |                                                                                     |                                                                                     |                                                                                     |                                                                                     |                                                                                     |                                                                                     |                                                                                     |                                                                                     |                                                                                     |                                                                                     |                                                                                     |                                                                                     |                                                                                     |                                                                                     |                                                                                     |                                                                                     |                                                                                     |                                                                                     |                                                                                     |                                                                                     |
| 796 | 11 février   | NCT 127                                                                             | "Ay-Yo"                                                                             | 8 979                                                                               |                                                                                     |                                                                                     |                                                                                     |                                                                                     |                                                                                     |                                                                                     |                                                                                     |                                                                                     |                                                                                     |                                                                                     |                                                                                     |                                                                                     |                                                                                     |                                                                                     |                                                                                     |                                                                                     |                                                                                     |                                                                                     |                                                                                     |                                                                                     |                                                                                     |                                                                                     |                                                                                     |                                                                                     |                                                                                     |                                                                                     |                                                                                     |                                                                                     |                                                                                     |                                                                                     |                                                                                     |
| 797 | 18 février   | Seventeen BSS                                                                       | "Fighting"                                                                          | 7 474                                                                               |                                                                                     |                                                                                     |                                                                                     |                                                                                     |                                                                                     |                                                                                     |                                                                                     |                                                                                     |                                                                                     |                                                                                     |                                                                                     |                                                                                     |                                                                                     |                                                                                     |                                                                                     |                                                                                     |                                                                                     |                                                                                     |                                                                                     |                                                                                     |                                                                                     |                                                                                     |                                                                                     |                                                                                     |                                                                                     |                                                                                     |                                                                                     |                                                                                     |                                                                                     |                                                                                     |                                                                                     |
| 798 | 25 février   | Seventeen BSS                                                                       | "Fighting"                                                                          | 5 809                                                                               |                                                                                     |                                                                                     |                                                                                     |                                                                                     |                                                                                     |                                                                                     |                                                                                     |                                                                                     |                                                                                     |                                                                                     |                                                                                     |                                                                                     |                                                                                     |                                                                                     |                                                                                     |                                                                                     |                                                                                     |                                                                                     |                                                                                     |                                                                                     |                                                                                     |                                                                                     |                                                                                     |                                                                                     |                                                                                     |                                                                                     |                                                                                     |                                                                                     |                                                                                     |                                                                                     |                                                                                     |
| 799 | 4 mars       | The Boyz                                                                            | "Roar"                                                                              | 9 401                                                                               |                                                                                     |                                                                                     |                                                                                     |                                                                                     |                                                                                     |                                                                                     |                                                                                     |                                                                                     |                                                                                     |                                                                                     |                                                                                     |                                                                                     |                                                                                     |                                                                                     |                                                                                     |                                                                                     |                                                                                     |                                                                                     |                                                                                     |                                                                                     |                                                                                     |                                                                                     |                                                                                     |                                                                                     |                                                                                     |                                                                                     |                                                                                     |                                                                                     |                                                                                     |                                                                                     |                                                                                     |
| 800 | 11 mars      | STAYC                                                                               | "Teddy Bear (en)"                                                                   | 7 514                                                                               |                                                                                     |                                                                                     |                                                                                     |                                                                                     |                                                                                     |                                                                                     |                                                                                     |                                                                                     |                                                                                     |                                                                                     |                                                                                     |                                                                                     |                                                                                     |                                                                                     |                                                                                     |                                                                                     |                                                                                     |                                                                                     |                                                                                     |                                                                                     |                                                                                     |                                                                                     |                                                                                     |                                                                                     |                                                                                     |                                                                                     |                                                                                     |                                                                                     |                                                                                     |                                                                                     |                                                                                     |
| 801 | 18 mars      | Onew                                                                                | "O (Circle)"                                                                        | 6 590                                                                               |                                                                                     |                                                                                     |                                                                                     |                                                                                     |                                                                                     |                                                                                     |                                                                                     |                                                                                     |                                                                                     |                                                                                     |                                                                                     |                                                                                     |                                                                                     |                                                                                     |                                                                                     |                                                                                     |                                                                                     |                                                                                     |                                                                                     |                                                                                     |                                                                                     |                                                                                     |                                                                                     |                                                                                     |                                                                                     |                                                                                     |                                                                                     |                                                                                     |                                                                                     |                                                                                     |                                                                                     |
| 802 | 25 mars      | Kai                                                                                 | "Rover (en)"                                                                        | 5 952                                                                               |                                                                                     |                                                                                     |                                                                                     |                                                                                     |                                                                                     |                                                                                     |                                                                                     |                                                                                     |                                                                                     |                                                                                     |                                                                                     |                                                                                     |                                                                                     |                                                                                     |                                                                                     |                                                                                     |                                                                                     |                                                                                     |                                                                                     |                                                                                     |                                                                                     |                                                                                     |                                                                                     |                                                                                     |                                                                                     |                                                                                     |                                                                                     |                                                                                     |                                                                                     |                                                                                     |                                                                                     |
| —   | 1er avril    | Pas d'émission                                                                      | Pas d'émission                                                                      | Pas d'émission                                                                      |                                                                                     |                                                                                     |                                                                                     |                                                                                     |                                                                                     |                                                                                     |                                                                                     |                                                                                     |                                                                                     |                                                                                     |                                                                                     |                                                                                     |                                                                                     |                                                                                     |                                                                                     |                                                                                     |                                                                                     |                                                                                     |                                                                                     |                                                                                     |                                                                                     |                                                                                     |                                                                                     |                                                                                     |                                                                                     |                                                                                     |                                                                                     |                                                                                     |                                                                                     |                                                                                     |                                                                                     |
| 803 | 8 avril      | IVE                                                                                 | "Kitsch (en)"                                                                       | 7 654                                                                               |                                                                                     |                                                                                     |                                                                                     |                                                                                     |                                                                                     |                                                                                     |                                                                                     |                                                                                     |                                                                                     |                                                                                     |                                                                                     |                                                                                     |                                                                                     |                                                                                     |                                                                                     |                                                                                     |                                                                                     |                                                                                     |                                                                                     |                                                                                     |                                                                                     |                                                                                     |                                                                                     |                                                                                     |                                                                                     |                                                                                     |                                                                                     |                                                                                     |                                                                                     |                                                                                     |                                                                                     |
| 804 | 15 avril     | Jisoo                                                                               | "Flower (en)"                                                                       | 7 521                                                                               |                                                                                     |                                                                                     |                                                                                     |                                                                                     |                                                                                     |                                                                                     |                                                                                     |                                                                                     |                                                                                     |                                                                                     |                                                                                     |                                                                                     |                                                                                     |                                                                                     |                                                                                     |                                                                                     |                                                                                     |                                                                                     |                                                                                     |                                                                                     |                                                                                     |                                                                                     |                                                                                     |                                                                                     |                                                                                     |                                                                                     |                                                                                     |                                                                                     |                                                                                     |                                                                                     |                                                                                     |
| 805 | 22 avril     | IVE                                                                                 | "I Am (en)"                                                                         | 9 668                                                                               |                                                                                     |                                                                                     |                                                                                     |                                                                                     |                                                                                     |                                                                                     |                                                                                     |                                                                                     |                                                                                     |                                                                                     |                                                                                     |                                                                                     |                                                                                     |                                                                                     |                                                                                     |                                                                                     |                                                                                     |                                                                                     |                                                                                     |                                                                                     |                                                                                     |                                                                                     |                                                                                     |                                                                                     |                                                                                     |                                                                                     |                                                                                     |                                                                                     |                                                                                     |                                                                                     |                                                                                     |
| 806 | 29 avril     | NCT DoJaeJung                                                                       | "Perfume (en)"                                                                      | 6 600                                                                               |                                                                                     |                                                                                     |                                                                                     |                                                                                     |                                                                                     |                                                                                     |                                                                                     |                                                                                     |                                                                                     |                                                                                     |                                                                                     |                                                                                     |                                                                                     |                                                                                     |                                                                                     |                                                                                     |                                                                                     |                                                                                     |                                                                                     |                                                                                     |                                                                                     |                                                                                     |                                                                                     |                                                                                     |                                                                                     |                                                                                     |                                                                                     |                                                                                     |                                                                                     |                                                                                     |                                                                                     |
| 807 | 6 mai        | Seventeen                                                                           | "Super"                                                                             | 7 805                                                                               |                                                                                     |                                                                                     |                                                                                     |                                                                                     |                                                                                     |                                                                                     |                                                                                     |                                                                                     |                                                                                     |                                                                                     |                                                                                     |                                                                                     |                                                                                     |                                                                                     |                                                                                     |                                                                                     |                                                                                     |                                                                                     |                                                                                     |                                                                                     |                                                                                     |                                                                                     |                                                                                     |                                                                                     |                                                                                     |                                                                                     |                                                                                     |                                                                                     |                                                                                     |                                                                                     |                                                                                     |
| 808 | 13 mai       | Le Sserafim                                                                         | "Unforgiven (en)"                                                                   | 7 172                                                                               |                                                                                     |                                                                                     |                                                                                     |                                                                                     |                                                                                     |                                                                                     |                                                                                     |                                                                                     |                                                                                     |                                                                                     |                                                                                     |                                                                                     |                                                                                     |                                                                                     |                                                                                     |                                                                                     |                                                                                     |                                                                                     |                                                                                     |                                                                                     |                                                                                     |                                                                                     |                                                                                     |                                                                                     |                                                                                     |                                                                                     |                                                                                     |                                                                                     |                                                                                     |                                                                                     |                                                                                     |
| 809 | 20 mai       | aespa                                                                               | "Spicy (en)"                                                                        | 7 511                                                                               |                                                                                     |                                                                                     |                                                                                     |                                                                                     |                                                                                     |                                                                                     |                                                                                     |                                                                                     |                                                                                     |                                                                                     |                                                                                     |                                                                                     |                                                                                     |                                                                                     |                                                                                     |                                                                                     |                                                                                     |                                                                                     |                                                                                     |                                                                                     |                                                                                     |                                                                                     |                                                                                     |                                                                                     |                                                                                     |                                                                                     |                                                                                     |                                                                                     |                                                                                     |                                                                                     |                                                                                     |
| 810 | 27 mai       | (G)I-dle                                                                            | "Queencard (en)"                                                                    | 7 757                                                                               |                                                                                     |                                                                                     |                                                                                     |                                                                                     |                                                                                     |                                                                                     |                                                                                     |                                                                                     |                                                                                     |                                                                                     |                                                                                     |                                                                                     |                                                                                     |                                                                                     |                                                                                     |                                                                                     |                                                                                     |                                                                                     |                                                                                     |                                                                                     |                                                                                     |                                                                                     |                                                                                     |                                                                                     |                                                                                     |                                                                                     |                                                                                     |                                                                                     |                                                                                     |                                                                                     |                                                                                     |
| 811 | 3 juin       | (G)I-dle                                                                            | "Queencard (en)"                                                                    | 8 133                                                                               |                                                                                     |                                                                                     |                                                                                     |                                                                                     |                                                                                     |                                                                                     |                                                                                     |                                                                                     |                                                                                     |                                                                                     |                                                                                     |                                                                                     |                                                                                     |                                                                                     |                                                                                     |                                                                                     |                                                                                     |                                                                                     |                                                                                     |                                                                                     |                                                                                     |                                                                                     |                                                                                     |                                                                                     |                                                                                     |                                                                                     |                                                                                     |                                                                                     |                                                                                     |                                                                                     |                                                                                     |
| 812 | 10 juin      | (G)I-dle                                                                            | "Queencard (en)"                                                                    | 6 460                                                                               |                                                                                     |                                                                                     |                                                                                     |                                                                                     |                                                                                     |                                                                                     |                                                                                     |                                                                                     |                                                                                     |                                                                                     |                                                                                     |                                                                                     |                                                                                     |                                                                                     |                                                                                     |                                                                                     |                                                                                     |                                                                                     |                                                                                     |                                                                                     |                                                                                     |                                                                                     |                                                                                     |                                                                                     |                                                                                     |                                                                                     |                                                                                     |                                                                                     |                                                                                     |                                                                                     |                                                                                     |
| 813 | 17 juin      | Lim Young-woong (en)                                                                | "Grain of Sand"                                                                     | 6 519                                                                               |                                                                                     |                                                                                     |                                                                                     |                                                                                     |                                                                                     |                                                                                     |                                                                                     |                                                                                     |                                                                                     |                                                                                     |                                                                                     |                                                                                     |                                                                                     |                                                                                     |                                                                                     |                                                                                     |                                                                                     |                                                                                     |                                                                                     |                                                                                     |                                                                                     |                                                                                     |                                                                                     |                                                                                     |                                                                                     |                                                                                     |                                                                                     |                                                                                     |                                                                                     |                                                                                     |                                                                                     |
| 814 | 24 juin      | (G)I-dle                                                                            | "Queencard (en)"                                                                    | 6 369                                                                               |                                                                                     |                                                                                     |                                                                                     |                                                                                     |                                                                                     |                                                                                     |                                                                                     |                                                                                     |                                                                                     |                                                                                     |                                                                                     |                                                                                     |                                                                                     |                                                                                     |                                                                                     |                                                                                     |                                                                                     |                                                                                     |                                                                                     |                                                                                     |                                                                                     |                                                                                     |                                                                                     |                                                                                     |                                                                                     |                                                                                     |                                                                                     |                                                                                     |                                                                                     |                                                                                     |                                                                                     |
| 815 | 1er juillet  | (G)I-dle                                                                            | "Queencard (en)"                                                                    | 7 504                                                                               |                                                                                     |                                                                                     |                                                                                     |                                                                                     |                                                                                     |                                                                                     |                                                                                     |                                                                                     |                                                                                     |                                                                                     |                                                                                     |                                                                                     |                                                                                     |                                                                                     |                                                                                     |                                                                                     |                                                                                     |                                                                                     |                                                                                     |                                                                                     |                                                                                     |                                                                                     |                                                                                     |                                                                                     |                                                                                     |                                                                                     |                                                                                     |                                                                                     |                                                                                     |                                                                                     |                                                                                     |
| 816 | 8 juillet    | Shinee                                                                              | "HARD"                                                                              | 9 196                                                                               |                                                                                     |                                                                                     |                                                                                     |                                                                                     |                                                                                     |                                                                                     |                                                                                     |                                                                                     |                                                                                     |                                                                                     |                                                                                     |                                                                                     |                                                                                     |                                                                                     |                                                                                     |                                                                                     |                                                                                     |                                                                                     |                                                                                     |                                                                                     |                                                                                     |                                                                                     |                                                                                     |                                                                                     |                                                                                     |                                                                                     |                                                                                     |                                                                                     |                                                                                     |                                                                                     |                                                                                     |
| 817 | 15 juillet   | Lim Young-woong (en)                                                                | "Grain of Sand"                                                                     | 6 691                                                                               |                                                                                     |                                                                                     |                                                                                     |                                                                                     |                                                                                     |                                                                                     |                                                                                     |                                                                                     |                                                                                     |                                                                                     |                                                                                     |                                                                                     |                                                                                     |                                                                                     |                                                                                     |                                                                                     |                                                                                     |                                                                                     |                                                                                     |                                                                                     |                                                                                     |                                                                                     |                                                                                     |                                                                                     |                                                                                     |                                                                                     |                                                                                     |                                                                                     |                                                                                     |                                                                                     |                                                                                     |
| 818 | 22 juillet   | New Jeans                                                                           | "Super Shy (en)"                                                                    | 6 078                                                                               |                                                                                     |                                                                                     |                                                                                     |                                                                                     |                                                                                     |                                                                                     |                                                                                     |                                                                                     |                                                                                     |                                                                                     |                                                                                     |                                                                                     |                                                                                     |                                                                                     |                                                                                     |                                                                                     |                                                                                     |                                                                                     |                                                                                     |                                                                                     |                                                                                     |                                                                                     |                                                                                     |                                                                                     |                                                                                     |                                                                                     |                                                                                     |                                                                                     |                                                                                     |                                                                                     |                                                                                     |
| 819 | 29 juillet   | NCT Dream                                                                           | "ISTJ"                                                                              | 9 420                                                                               |                                                                                     |                                                                                     |                                                                                     |                                                                                     |                                                                                     |                                                                                     |                                                                                     |                                                                                     |                                                                                     |                                                                                     |                                                                                     |                                                                                     |                                                                                     |                                                                                     |                                                                                     |                                                                                     |                                                                                     |                                                                                     |                                                                                     |                                                                                     |                                                                                     |                                                                                     |                                                                                     |                                                                                     |                                                                                     |                                                                                     |                                                                                     |                                                                                     |                                                                                     |                                                                                     |                                                                                     |
| 820 | 5 août       | Jungkook                                                                            | "Seven (feat.Latto) (en)"                                                           | 6 689                                                                               |                                                                                     |                                                                                     |                                                                                     |                                                                                     |                                                                                     |                                                                                     |                                                                                     |                                                                                     |                                                                                     |                                                                                     |                                                                                     |                                                                                     |                                                                                     |                                                                                     |                                                                                     |                                                                                     |                                                                                     |                                                                                     |                                                                                     |                                                                                     |                                                                                     |                                                                                     |                                                                                     |                                                                                     |                                                                                     |                                                                                     |                                                                                     |                                                                                     |                                                                                     |                                                                                     |                                                                                     |
| 821 | 12 août      | Ulsan Summer Festival, Pas de gagnant                                               | Ulsan Summer Festival, Pas de gagnant                                               | Ulsan Summer Festival, Pas de gagnant                                               |                                                                                     |                                                                                     |                                                                                     |                                                                                     |                                                                                     |                                                                                     |                                                                                     |                                                                                     |                                                                                     |                                                                                     |                                                                                     |                                                                                     |                                                                                     |                                                                                     |                                                                                     |                                                                                     |                                                                                     |                                                                                     |                                                                                     |                                                                                     |                                                                                     |                                                                                     |                                                                                     |                                                                                     |                                                                                     |                                                                                     |                                                                                     |                                                                                     |                                                                                     |                                                                                     |                                                                                     |
| 822 | 19 août      | Épisode Spécial : Cheonan K-Culture Expo 2023, Pas de gagnant                       | Épisode Spécial : Cheonan K-Culture Expo 2023, Pas de gagnant                       | Épisode Spécial : Cheonan K-Culture Expo 2023, Pas de gagnant                       |                                                                                     |                                                                                     |                                                                                     |                                                                                     |                                                                                     |                                                                                     |                                                                                     |                                                                                     |                                                                                     |                                                                                     |                                                                                     |                                                                                     |                                                                                     |                                                                                     |                                                                                     |                                                                                     |                                                                                     |                                                                                     |                                                                                     |                                                                                     |                                                                                     |                                                                                     |                                                                                     |                                                                                     |                                                                                     |                                                                                     |                                                                                     |                                                                                     |                                                                                     |                                                                                     |                                                                                     |
| 823 | 26 août      | Jungkook                                                                            | "Seven (feat.Latto) (en)"                                                           | 6 832                                                                               |                                                                                     |                                                                                     |                                                                                     |                                                                                     |                                                                                     |                                                                                     |                                                                                     |                                                                                     |                                                                                     |                                                                                     |                                                                                     |                                                                                     |                                                                                     |                                                                                     |                                                                                     |                                                                                     |                                                                                     |                                                                                     |                                                                                     |                                                                                     |                                                                                     |                                                                                     |                                                                                     |                                                                                     |                                                                                     |                                                                                     |                                                                                     |                                                                                     |                                                                                     |                                                                                     |                                                                                     |
| 824 | 2 septembre  | Jungkook                                                                            | "Seven (feat.Latto) (en)"                                                           | 6 671                                                                               |                                                                                     |                                                                                     |                                                                                     |                                                                                     |                                                                                     |                                                                                     |                                                                                     |                                                                                     |                                                                                     |                                                                                     |                                                                                     |                                                                                     |                                                                                     |                                                                                     |                                                                                     |                                                                                     |                                                                                     |                                                                                     |                                                                                     |                                                                                     |                                                                                     |                                                                                     |                                                                                     |                                                                                     |                                                                                     |                                                                                     |                                                                                     |                                                                                     |                                                                                     |                                                                                     |                                                                                     |
| 825 | 9 septembre  | Jungkook                                                                            | "Seven (feat.Latto) (en)"                                                           | 7 026                                                                               |                                                                                     |                                                                                     |                                                                                     |                                                                                     |                                                                                     |                                                                                     |                                                                                     |                                                                                     |                                                                                     |                                                                                     |                                                                                     |                                                                                     |                                                                                     |                                                                                     |                                                                                     |                                                                                     |                                                                                     |                                                                                     |                                                                                     |                                                                                     |                                                                                     |                                                                                     |                                                                                     |                                                                                     |                                                                                     |                                                                                     |                                                                                     |                                                                                     |                                                                                     |                                                                                     |                                                                                     |
| 826 | 16 septembre | AKMU                                                                                | "Love Lee (en)"                                                                     | 6 315                                                                               |                                                                                     |                                                                                     |                                                                                     |                                                                                     |                                                                                     |                                                                                     |                                                                                     |                                                                                     |                                                                                     |                                                                                     |                                                                                     |                                                                                     |                                                                                     |                                                                                     |                                                                                     |                                                                                     |                                                                                     |                                                                                     |                                                                                     |                                                                                     |                                                                                     |                                                                                     |                                                                                     |                                                                                     |                                                                                     |                                                                                     |                                                                                     |                                                                                     |                                                                                     |                                                                                     |                                                                                     |
| 827 | 23 septembre | AKMU                                                                                | "Love Lee (en)"                                                                     | 5 637                                                                               |                                                                                     |                                                                                     |                                                                                     |                                                                                     |                                                                                     |                                                                                     |                                                                                     |                                                                                     |                                                                                     |                                                                                     |                                                                                     |                                                                                     |                                                                                     |                                                                                     |                                                                                     |                                                                                     |                                                                                     |                                                                                     |                                                                                     |                                                                                     |                                                                                     |                                                                                     |                                                                                     |                                                                                     |                                                                                     |                                                                                     |                                                                                     |                                                                                     |                                                                                     |                                                                                     |                                                                                     |
| —   | 30 septembre | Annulé en raison du Chuseok et de la diffusion des Jeux asiatiques de Hangzhou 2022 | Annulé en raison du Chuseok et de la diffusion des Jeux asiatiques de Hangzhou 2022 | Annulé en raison du Chuseok et de la diffusion des Jeux asiatiques de Hangzhou 2022 | Annulé en raison du Chuseok et de la diffusion des Jeux asiatiques de Hangzhou 2022 | Annulé en raison du Chuseok et de la diffusion des Jeux asiatiques de Hangzhou 2022 | Annulé en raison du Chuseok et de la diffusion des Jeux asiatiques de Hangzhou 2022 | Annulé en raison du Chuseok et de la diffusion des Jeux asiatiques de Hangzhou 2022 | Annulé en raison du Chuseok et de la diffusion des Jeux asiatiques de Hangzhou 2022 | Annulé en raison du Chuseok et de la diffusion des Jeux asiatiques de Hangzhou 2022 | Annulé en raison du Chuseok et de la diffusion des Jeux asiatiques de Hangzhou 2022 | Annulé en raison du Chuseok et de la diffusion des Jeux asiatiques de Hangzhou 2022 | Annulé en raison du Chuseok et de la diffusion des Jeux asiatiques de Hangzhou 2022 | Annulé en raison du Chuseok et de la diffusion des Jeux asiatiques de Hangzhou 2022 | Annulé en raison du Chuseok et de la diffusion des Jeux asiatiques de Hangzhou 2022 | Annulé en raison du Chuseok et de la diffusion des Jeux asiatiques de Hangzhou 2022 | Annulé en raison du Chuseok et de la diffusion des Jeux asiatiques de Hangzhou 2022 | Annulé en raison du Chuseok et de la diffusion des Jeux asiatiques de Hangzhou 2022 | Annulé en raison du Chuseok et de la diffusion des Jeux asiatiques de Hangzhou 2022 | Annulé en raison du Chuseok et de la diffusion des Jeux asiatiques de Hangzhou 2022 | Annulé en raison du Chuseok et de la diffusion des Jeux asiatiques de Hangzhou 2022 | Annulé en raison du Chuseok et de la diffusion des Jeux asiatiques de Hangzhou 2022 | Annulé en raison du Chuseok et de la diffusion des Jeux asiatiques de Hangzhou 2022 | Annulé en raison du Chuseok et de la diffusion des Jeux asiatiques de Hangzhou 2022 | Annulé en raison du Chuseok et de la diffusion des Jeux asiatiques de Hangzhou 2022 | Annulé en raison du Chuseok et de la diffusion des Jeux asiatiques de Hangzhou 2022 | Annulé en raison du Chuseok et de la diffusion des Jeux asiatiques de Hangzhou 2022 | Annulé en raison du Chuseok et de la diffusion des Jeux asiatiques de Hangzhou 2022 | Annulé en raison du Chuseok et de la diffusion des Jeux asiatiques de Hangzhou 2022 | Annulé en raison du Chuseok et de la diffusion des Jeux asiatiques de Hangzhou 2022 | Annulé en raison du Chuseok et de la diffusion des Jeux asiatiques de Hangzhou 2022 | Annulé en raison du Chuseok et de la diffusion des Jeux asiatiques de Hangzhou 2022 | Annulé en raison du Chuseok et de la diffusion des Jeux asiatiques de Hangzhou 2022 | Annulé en raison du Chuseok et de la diffusion des Jeux asiatiques de Hangzhou 2022 | Annulé en raison du Chuseok et de la diffusion des Jeux asiatiques de Hangzhou 2022 |
| —   | 7 octobre    | Annulé en raison de la diffusion des Jeux asiatiques de Hangzhou 2022               | Annulé en raison de la diffusion des Jeux asiatiques de Hangzhou 2022               | Annulé en raison de la diffusion des Jeux asiatiques de Hangzhou 2022               |                                                                                     |                                                                                     |                                                                                     |                                                                                     |                                                                                     |                                                                                     |                                                                                     |                                                                                     |                                                                                     |                                                                                     |                                                                                     |                                                                                     |                                                                                     |                                                                                     |                                                                                     |                                                                                     |                                                                                     |                                                                                     |                                                                                     |                                                                                     |                                                                                     |                                                                                     |                                                                                     |                                                                                     |                                                                                     |                                                                                     |                                                                                     |                                                                                     |                                                                                     |                                                                                     |                                                                                     |
| 828 | 14 octobre   | NCT 127                                                                             | "Fact Check"                                                                        | 8 804                                                                               |                                                                                     |                                                                                     |                                                                                     |                                                                                     |                                                                                     |                                                                                     |                                                                                     |                                                                                     |                                                                                     |                                                                                     |                                                                                     |                                                                                     |                                                                                     |                                                                                     |                                                                                     |                                                                                     |                                                                                     |                                                                                     |                                                                                     |                                                                                     |                                                                                     |                                                                                     |                                                                                     |                                                                                     |                                                                                     |                                                                                     |                                                                                     |                                                                                     |                                                                                     |                                                                                     |                                                                                     |
| 829 | 21 octobre   | Lim Young-woong (en)                                                                | "Do or Die"                                                                         | 7 246                                                                               |                                                                                     |                                                                                     |                                                                                     |                                                                                     |                                                                                     |                                                                                     |                                                                                     |                                                                                     |                                                                                     |                                                                                     |                                                                                     |                                                                                     |                                                                                     |                                                                                     |                                                                                     |                                                                                     |                                                                                     |                                                                                     |                                                                                     |                                                                                     |                                                                                     |                                                                                     |                                                                                     |                                                                                     |                                                                                     |                                                                                     |                                                                                     |                                                                                     |                                                                                     |                                                                                     |                                                                                     |
| 830 | 28 octobre   | Lim Young-woong (en)                                                                | "Do or Die"                                                                         | 6 798                                                                               |                                                                                     |                                                                                     |                                                                                     |                                                                                     |                                                                                     |                                                                                     |                                                                                     |                                                                                     |                                                                                     |                                                                                     |                                                                                     |                                                                                     |                                                                                     |                                                                                     |                                                                                     |                                                                                     |                                                                                     |                                                                                     |                                                                                     |                                                                                     |                                                                                     |                                                                                     |                                                                                     |                                                                                     |                                                                                     |                                                                                     |                                                                                     |                                                                                     |                                                                                     |                                                                                     |                                                                                     |
| 831 | 4 novembre   | Seventeen                                                                           | "God Of Music"                                                                      | 9 096                                                                               |                                                                                     |                                                                                     |                                                                                     |                                                                                     |                                                                                     |                                                                                     |                                                                                     |                                                                                     |                                                                                     |                                                                                     |                                                                                     |                                                                                     |                                                                                     |                                                                                     |                                                                                     |                                                                                     |                                                                                     |                                                                                     |                                                                                     |                                                                                     |                                                                                     |                                                                                     |                                                                                     |                                                                                     |                                                                                     |                                                                                     |                                                                                     |                                                                                     |                                                                                     |                                                                                     |                                                                                     |
| 832 | 11 novembre  | Taemin                                                                              | "Guilty"                                                                            | 6 420                                                                               |                                                                                     |                                                                                     |                                                                                     |                                                                                     |                                                                                     |                                                                                     |                                                                                     |                                                                                     |                                                                                     |                                                                                     |                                                                                     |                                                                                     |                                                                                     |                                                                                     |                                                                                     |                                                                                     |                                                                                     |                                                                                     |                                                                                     |                                                                                     |                                                                                     |                                                                                     |                                                                                     |                                                                                     |                                                                                     |                                                                                     |                                                                                     |                                                                                     |                                                                                     |                                                                                     |                                                                                     |
| 833 | 18 novembre  | Stray Kids                                                                          | "Lalalala (en)"                                                                     | 6 901                                                                               |                                                                                     |                                                                                     |                                                                                     |                                                                                     |                                                                                     |                                                                                     |                                                                                     |                                                                                     |                                                                                     |                                                                                     |                                                                                     |                                                                                     |                                                                                     |                                                                                     |                                                                                     |                                                                                     |                                                                                     |                                                                                     |                                                                                     |                                                                                     |                                                                                     |                                                                                     |                                                                                     |                                                                                     |                                                                                     |                                                                                     |                                                                                     |                                                                                     |                                                                                     |                                                                                     |                                                                                     |
| 834 | 25 novembre  | Red Velvet                                                                          | "Chill Kill (en)"                                                                   | 7 137                                                                               |                                                                                     |                                                                                     |                                                                                     |                                                                                     |                                                                                     |                                                                                     |                                                                                     |                                                                                     |                                                                                     |                                                                                     |                                                                                     |                                                                                     |                                                                                     |                                                                                     |                                                                                     |                                                                                     |                                                                                     |                                                                                     |                                                                                     |                                                                                     |                                                                                     |                                                                                     |                                                                                     |                                                                                     |                                                                                     |                                                                                     |                                                                                     |                                                                                     |                                                                                     |                                                                                     |                                                                                     |
| 835 | 2 décembre   | The Boyz                                                                            | "Watch It"                                                                          | 7 129                                                                               |                                                                                     |                                                                                     |                                                                                     |                                                                                     |                                                                                     |                                                                                     |                                                                                     |                                                                                     |                                                                                     |                                                                                     |                                                                                     |                                                                                     |                                                                                     |                                                                                     |                                                                                     |                                                                                     |                                                                                     |                                                                                     |                                                                                     |                                                                                     |                                                                                     |                                                                                     |                                                                                     |                                                                                     |                                                                                     |                                                                                     |                                                                                     |                                                                                     |                                                                                     |                                                                                     |                                                                                     |
| 836 | 9 décembre   | Le Sserafim                                                                         | "Perfect Night (en)"                                                                | 6 034                                                                               |                                                                                     |                                                                                     |                                                                                     |                                                                                     |                                                                                     |                                                                                     |                                                                                     |                                                                                     |                                                                                     |                                                                                     |                                                                                     |                                                                                     |                                                                                     |                                                                                     |                                                                                     |                                                                                     |                                                                                     |                                                                                     |                                                                                     |                                                                                     |                                                                                     |                                                                                     |                                                                                     |                                                                                     |                                                                                     |                                                                                     |                                                                                     |                                                                                     |                                                                                     |                                                                                     |                                                                                     |
| 837 | 16 décembre  | Le Sserafim                                                                         | "Perfect Night (en)"                                                                | 6 863                                                                               |                                                                                     |                                                                                     |                                                                                     |                                                                                     |                                                                                     |                                                                                     |                                                                                     |                                                                                     |                                                                                     |                                                                                     |                                                                                     |                                                                                     |                                                                                     |                                                                                     |                                                                                     |                                                                                     |                                                                                     |                                                                                     |                                                                                     |                                                                                     |                                                                                     |                                                                                     |                                                                                     |                                                                                     |                                                                                     |                                                                                     |                                                                                     |                                                                                     |                                                                                     |                                                                                     |                                                                                     |

### 2024
| Episode | Date         | Artiste              | Chanson                  | Points           |
| ------- | ------------ | -------------------- | ------------------------ | ---------------- |
| —       | 6 janvier    | Pas d'émission       | Pas d'émission           | Pas d'émission   |
| 838     | 13 janvier   | Taeyeon              | "To. X (en)"             | 7 225            |
| 839     | 20 janvier   | Taeyeon              | "To. X (en)"             | 6 120            |
| 840     | 27 janvier   | Taeyeon              | "To. X (en)"             | 6 186            |
| 841     | 3 février    | IU                   | "Love Wins All (en)"     | 7 290            |
| —       | 10 février   | Pas d'émission       | Pas d'émission           | Pas d'émission   |
| 842     | 17 février   | IU                   | "Love Wins All (en)"     | 6 428            |
| 843     | 24 février   | IU                   | "Love Wins All (en)"     | 6 382            |
| 844     | 2 mars       | Le Sserafim          | "Easy (en)"              | 6 859            |
| 845     | 9 mars       | Plave (en)           | "Way 4 Luv"              | 6 271            |
| 846     | 16 mars      | Bibi                 | "Bam Yang Gang (en)"     | 6 159            |
| —       | 23 mars      | Pas d'émission       | Pas d'émission           | Pas d'émission   |
| 847     | 30 mars      | The Boyz             | "Nectar"                 | 5 962            |
| 848     | 6 avril      | NCT Dream            | "Smoothie"               | 8 788            |
| 849     | 13 avril     | Illit                | "Magnetic (en)"          | 6 307            |
| 850     | 20 avril     | Illit                | "Magnetic (en)"          | 6 503            |
| 851     | 27 avril     | Illit                | "Magnetic (en)"          | 6 067            |
| 852     | 4 mai        | Lee Chan-won (en)    | "A Travel to the Sky"    | 7 760            |
| 853     | 11 mai       | SEVENTEEN            | "Maestro (en)"           | 9 278            |
| 854     | 18 mai       | Lim Young-woong (en) | "Warmth"                 | 6 825            |
| 855     | 25 mai       | Aespa                | "Supernova (en)"         | 7 167            |
| 856     | 1er juin     | Aespa                | "Supernova (en)"         | 8 200            |
| 857     | 8 juin       | NewJeans             | "How Sweet (en)"         | 6 837            |
| 858     | 15 juin      | NewJeans             | "How Sweet (en)"         | 6 872            |
| 859     | 22 juin      | NewJeans             | "How Sweet (en)"         | 7 125            |
| —       | 29 juin      | Pas d'émission       | Pas d'émission           | Pas d'émission   |
| 860     | 6 juillet    | Lee Young-ji (en)    | "Small Girl"             | 6 286            |
| 862     | 13 juillet   | Lee Young-ji (en)    | "Small Girl"             | 5 821            |
| 863     | 20 juillet   | Lee Young-ji (en)    | "Small Girl"             | 5 723            |
| —       | 27 juillet   | Pas d'émission       | Pas d'émission           | Pas d'émission   |
| —       | 3 août       | Pas d'émission       | Pas d'émission           | Pas d'émission   |
| 864     | 10 août      | NCT 127              | "Walk"                   | 7 089            |
| 865     | 17 août      | Épisode spécial      | Épisode spécial          | Épisode spécial  |
| 866     | 24 août      | Fromis 9             | "Supersonic (en)"        | 8 757            |
| 867     | 31 août      | Plave (en)           | "Pump Up the Volume"     | 7 576            |
| 868     | 7 septembre  | Jaehyun              | "Smoke"                  | 6 806            |
| 869     | 14 septembre | Day6                 | "Melt Down"              | 7 093            |
| 870     | 21 septembre | Day6                 | "Melt Down"              | 6 634            |
| 871     | 28 septembre | Day6                 | "Melt Down"              | 7 100            |
| 872     | 5 octobre    | Key                  | "Pleasure Shop"          | 8 344            |
| 873     | 12 octobre   | QWER                 | "My Name is Malgeum"     | 7 671            |
| 874     | 19 octobre   | Aespa                | "Up (en)"                | 6 698            |
| 875     | 26 octobre   | Seventeen            | "Love, Money, Fame (en)" | 9 153            |
| 876     | 2 novembre   | Rosé et Bruno Mars   | "APT. (en)"              | 7 010            |
| 877     | 9 novembre   | Rosé et Bruno Mars   | "APT. (en)"              | 6 707            |
| 878     | 16 novembre  | Rosé et Bruno Mars   | "APT. (en)"              | 7 487            |
| 879     | 23 novembre  | NCT Dream            | "When I'm With You"      | 6 705            |
| 880     | 30 novembre  | Aespa                | "Whiplash (en)"          | 6 955            |
| —       | 7 décembre   | Pas d'émission       | Pas d'émission           | Pas d'émission   |
| 881     | 15 décembre  | Pas de gagnant       | Pas de gagnant           | Pas de gagnant   |
| 882     | 21 décembre  | G-Dragon             | "Home Sweet Home (en)"   | 6 925            |
| 883     | 28 décembre  | Émission best-of     | Émission best-of         | Émission best-of |

### 2025
| Episode | Date        | Artiste        | Chanson                | Points         | Réf.   |
| ------- | ----------- | -------------- | ---------------------- | -------------- | ------ |
| —       | 4 janvier   | Pas d'émission | Pas d'émission         | Pas d'émission | —      |
| 884     | 11 janvier  | G-Dragon       | "Home Sweet Home (en)" | 6 918          | [ 2 ]  |
| 885     | 18 janvier  | G-Dragon       | "Home Sweet Home (en)" | 6 581          | [ 3 ]  |
| 886     | 25 janvier  | IVE            | "Rebel Heart (en)"     | 8 341          | [ 4 ]  |
| —       | 1er février | Pas d'émission | Pas d'émission         | Pas d'émission | —      |
| 887     | 8 février   | IVE            | "Rebel Heart (en)"     | 7 347          | [ 5 ]  |
| 888     | 15 février  | Plave (en)     | "Dash"                 | 9 571          | [ 6 ]  |
| 889     | 22 février  | IVE            | "Rebel Heart (en)"     | 5 937          | [ 7 ]  |
| 890     | 1er mars    | IVE            | "Attitude (en)"        | 6 169          | [ 8 ]  |
| 891     | 8 mars      | G-Dragon       | "Too Bad (en)"         | 7 465          | [ 9 ]  |
| 892     | 15 mars     | G-Dragon       | "Too Bad (en)"         | 7 864          | [ 10 ] |
| —       | 22 mars     | Pas d'émission | Pas d'émission         | Pas d'émission | —      |
| 893     | 29 mars     | G-Dragon       | "Too Bad (en)"         | 6 893          | [ 11 ] |
| 894     | 5 avril     | KiiiKiii (en)  | "I Do Me"              | 5 936          | [ 12 ] |
| 895     | 12 avril    | Jennie         | "Like Jennie (en)"     | 6 095          | [ 13 ] |
| 896     | 19 avril    | Mark           | "1999"                 | 7 159          | [ 14 ] |
| 897     | 26 avril    | NCT Wish       | "Poppop"               | 6 293          | [ 15 ] |